# HTPC
O computador home theater (do inglês: Home Theater Personal Computer, abreviado HTPC) também chamado centro de mídia, é um dispositivo de convergência que combina as capacidades de um computador pessoal com funções de um home theater usando um aplicativo que suporta foto, reprodução de vídeo e de áudio e, por vezes, funcionalidade de DVR. Nos últimos anos, outros tipos de produtos eletrônicos de consumo, incluindo sistemas de jogos e dispositivos dedicados de mídia passaram à gerenciar conteúdo de vídeo e música. O termo "media center" (centro de mídia) também se refere ao software de aplicação especializada projetado para ser executado em computadores pessoais padrão.
O HTPC como um conceito é o produto de várias inovações tecnológicas, incluindo computadores domésticos de alta potência, mídia digital e a mudança de CRT de resolução padrão para monitores de alta definição, projetores e televisores de tela grandeUm HTPC e outros dispositivos de convergência integram componentes de um home theater em uma unidade co-localizada com um sistema de entretenimento doméstico. Um sistema HTPC normalmente tem um controle remoto e a interface de software normalmente tem um design de interface de usuário 3 m para que possa ser facilmente visualizado em distâncias típicas de exibição de televisão. Um HTPC pode ser adquirido pré-configurado com o hardware e software necessários para adicionar programação de vídeo ou música para o PC. Os entusiastas também podem juntar um sistema a partir de componentes discretos como parte de um software baseado em HTPC.

## História
O HTPC como um conceito é o produto de várias inovações tecnológicas, incluindo computadores domésticos de alta potência, mídia digital e a mudança de CRT de resolução padrão para monitores de alta definição, projetores e televisores de tela grande.
Integração de televisores e computadores pessoais remonta ao final dos anos 1980 com cartões sintonizadores que poderiam ser adicionados ao Commodore Amiga PCs através do Video Toaster. Essa adaptação permitiria que uma pequena janela de vídeo apareça na tela com conteúdo de transmissão ou por cabo. A Apple Computer também desenvolveu a Macintosh TV no final de 1993, que incluía uma placa de sintonizador incorporada em um chassi LC 520 do Macintosh, mas rapidamente se retirou do mercado com apenas 10.000 unidades enviadas.
Em 1996 Gateway Computer revelou o computador de destino que incluiu uma placa de sintonizador e placa de vídeo. A unidade custou US $ 4.000 e, na maioria das vezes a visualização de televisão integrada e funções de computador em um monitor a cores.  O aparelho foi chamado de "PC-TV Combo", mas em dezembro o termo "Home-theater PC" apareceu na mídia convencional: "O home theater PC será uma combinação de entretenimento e dispositivo de informação".
Em 2000, os reprodutores de DVD se tornaram relativamente onipresentes e os consumidores estavam buscando maneiras de melhorar a imagem. O valor de usar um computador em vez de um leitor de DVD autônomo elevou ainda mais o uso do PC como um dispositivo de mídia em casa. Em particular, o desejo de digitalização progressiva de leitores de DVD (480p em vez de 480i) com melhor fidelidade de vídeo levou alguns consumidores a considerar seus computadores em vez de aparelhos de DVD caros.

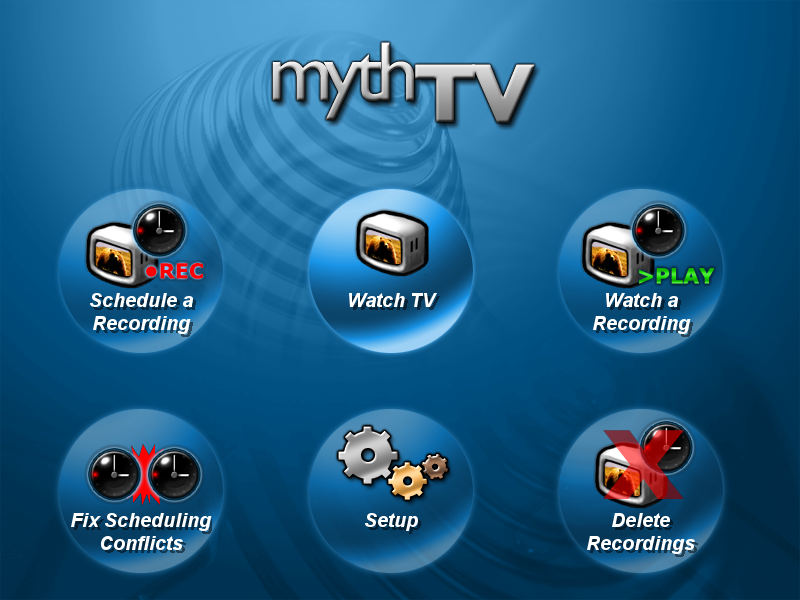
Interface do MythTV de 2002

Como os leitores de DVD caíram de preço, assim como os PCs e os seus recursos de processamento e armazenamento de vídeo. Em 2000, o software de decodificação de DVD com o algoritmo DeCSS permite que os proprietários de DVD criem suas bibliotecas de vídeo digital-DVD no disco rígido. Inovações como o TiVo e o ReplayTV permitiram aos espectadores armazenarem o conteúdo televisivo usando computadores especialmente projetados. O ReplayTV, por exemplo, funcionava em uma plataforma VxWorks. Incorporar essas capacidades em PCs estava bem dentro da capacidade de um hobbyist computador que estava disposto a construir e programar esses sistemas. Os principais benefícios destes projetos DIY incluíram menor custo e mais recursos, como por exemplo também o uso do minicomputador Raspberry-Pi, que com um monitor adaptado e o programa Kodi vira um centro de mídia. Os avanços no hardware identificaram outro elo fraco: a ausência de software de gerenciamento de mídia para tornar mais fácil exibir e controlar o vídeo a distância.
Em 2002, os principais desenvolvimentos de software também facilitaram a integração de hardware de gerenciamento de mídia e apresentação de conteúdo. MythTV forneceu uma solução livre e open source usando o Linux. O conceito era combinar um sintonizador digital com gravação de vídeo digital, guias de programas e recursos de computador com uma interface de usuário. XBMC(atualmente KODI) foi outro projeto de software livre e aberto começou com a re-definição do Xbox como um PC home theater, mas desde então foi portado para Windows e Macintosh sistemas operacionais em várias formas, incluindo Boxee e Plex. Os principais pacotes comerciais de software incluíam o XP Media Center Edition (2002) da Microsoft, que era fornecido com o Windows XP e o software Front Row (2005) da Apple, fornecido com o Mac OS X no início de 2006,exemplos comerciais dessa integração incluíam o Mac Mini que possuía o Apple Remote, áudio digital 5.1 e uma interface Front Row atualizada que iria reproduzir mídia compartilhada. Devido a esses recursos e ao pequeno fator da forma do Mini, os consumidores começaram a usar o Mini como um PC para home theater baseado em Mac.
À medida que o cabo digital e o satélite se estabilizaram, o software HTPC tornou-se mais dependente de caixas de decodificação externas, e os custos de assinatura que acompanhavam. Por exemplo, o MythTV é capaz de capturar fluxos de HDTV não criptografados, como aqueles transmitidos pelo ar ou por cabo utilizando um sintonizador QAM. No entanto, a maioria dos set-top boxes de satélite e de cabo nos EUA fornecem somente fluxos HD criptografados para conteúdo "não-básico", que só podem ser descodificados por hardware ou software aprovado pela OpenCable. Em setembro de 2009, as restrições OEM foram oficialmente levantadas para dispositivos cableCARD, abrindo a possibilidade de integração HTPC.
O advento das telas HDTV totalmente digitais ajudou a completar o valor e a facilidade de uso de um sistema HTPC. Projetores digitais, plasma e LCD muitas vezes veio pré-configurado para aceitar saídas de vídeo de computador, incluindo VGA, DVI e Vídeo Componente. Além disso, tanto os computadores como os monitores podem incluir scalers de vídeo para melhor adaptar a imagem ao formato de tela e resoluções. Da mesma forma, os computadores também incluíram portas HDMI que transportam sinais de áudio e vídeo para monitores de vídeo doméstico ou receptores AV.
A integração simplificada de monitores de computador e home theater permitiu a distribuição de conteúdo totalmente digital através da Internet. Por exemplo, em 2007 Netflix "assista instantaneamente" os assinantes poderiam ver streaming conteúdo usando seus HTPCs com um browser ou com plug-ins com aplicações como KODI. Similar plug-ins também estão disponíveis para Hulu, YouTube e emissoras como NBC, CBS e PBS.

## Características
A própria mídia pode ser armazenada, recebida por transmissão terrestre, por satélite ou por cabo ou transmitida pela Internet. A mídia armazenada é mantida em um disco rígido local ou em armazenamento conectado à rede. Alguns softwares são capazes de fazer outras tarefas, como encontrar notícias (RSS) a partir da Internet.
Além de funcionar como um PC padrão, normalmente HTPCs têm algumas características adicionais:

### Conectividade de televisão
Normalmente, as unidades PC são conectadas a um monitor CRT ou LCD, enquanto que os HTPCs são projetados para serem conectados a uma televisão. Todos os HTPCs devem possuir uma opção de saída de TV, usando HDMI, DVI, DisplayPort, Vídeo Componente, VGA (para algumas TVs LCD), S-Video ou Vídeo Composto.

### Controle Remoto
Integrar um HTPC em uma sala de estar típica requer uma maneira de controlá-lo de uma distância.
Muitos sintonizadores de TV / cartões de captura incluem controles remotos para uso com as aplicações incluídas com o cartão. Software como Boxee, GB-PVR, SageTV, MediaPortal e Beyond TV suportam o uso do Windows MCE e outros controles remotos. Outra opção é um ponteiro do mouse no ar, como o Wii Remote, GlideTV Navigator, ou Loop Pointer que dá controle do cursor de uma distância. Também é possível utilizar teclados sem fio comuns e outros periféricos para obter o mesmo efeito (embora a faixa não seja tão longa quanto um controle remoto típico).
Alguns HTPCs, como a combinação Plex / Mac Mini, suportam controles remotos programáveis projetados para uma ampla gama de dispositivos típicos de home theater. Inovações mais recentes incluem aplicativos de controle remoto para smartphones Android e Apple iOS e tablets.

### Dispositivos de armazenamento externos e em rede
Devido a natureza do HTPC, são necessárias capacidades superiores as médias para as unidades HTPC, de modo a permitir o armazenamento de imagens, música, programas de televisão, vídeos e outros multimédia. Projetado quase como um dispositivo de "armazenamento permanente", o espaço pode rapidamente se esgotar nesses dispositivos. Devido as restrições de espaço interno para unidades de disco rígido e ao desejo de baixos níveis de ruído, muitas unidades HTPC utilizam um dispositivo NAS (Network Attached Storage) ou outro tipo de servidor de arquivos conectado em rede.

### Sintonizador de TV
Uma placa sintonizadora de TV é um componente de computador que permite que sinais de televisão sejam recebidos por um computador. A maioria dos sintonizadores de TV também funcionam como placas de captura de vídeo, permitindo-lhes gravar programas de televisão em um disco rígido. Vários fabricantes constroem sintonizador de TV combinado mais cartões de captura para PCs. Muitas dessas placas oferecem codificação MPEG de hardware para reduzir os requisitos de computação. Alguns cartões são projetados para sinais de TV analógicos, como cabo de definição padrão ou fora da televisão satélite, enquanto outros são projetados para TV digital de alta definição.

### Sintonizador de TV em rede
Um sintonizador de TV de rede ou gateway de TV é um servidor de TV que converte sinal de TV satélite, a cabo ou antena para IP. Com vários sintonizadores de TV, o Gateway de TV pode transmitir vários canais de TV para dispositivos através da rede. Vários fabricantes de gateways de TV constroem o dispositivo para transmitir todo o fluxo de DVB, dependendo do dispositivo de host player para processar o feed e capturar / gravar, enquanto outros dispositivos como VBox Home TV Gateway fornecem uma variedade de opções de PVR completo e TV ao vivo Para streaming de camadas DVB específicas para suportar dispositivos menos poderosos e para economizar largura de banda da rede

### Silêncio / ruído mínimo
Uma queixa comum do usuário com o uso de PCs padrão como unidades HTPC é o ruído de fundo, especialmente em cenas de filme mais silenciosas. A maioria dos computadores pessoais são projetados para o máximo desempenho, enquanto as funções de um sistema HTPC podem não ser intensivas em processamento. Assim, são utilizados sistemas de arrefecimento passivos, ventiladores de baixo ruído, suportes elásticos absorventes de vibrações para ventiladores e discos rígidos e outros dispositivos de minimização de ruído, em vez dos sistemas de arrefecimento convencionais.

## Software
As opções HTPC existem para cada um dos principais sistemas operacionais: Microsoft Windows, Mac OS X e Linux.

### Sistemas Unix
Existem várias soluções de software de media center para sistemas operacionais baseados em Linux, Unix e BSD; Por exemplo, MythTV é um conjunto completo de software integrado que incorpora gravação de TV, biblioteca de vídeo, biblioteca de videogame, galeria de imagem / imagem, portal de informação e reprodução de coleção de música entre outras capacidades. O Kodi também está disponível (como é para muitas plataformas), e pode ser usado para apresentar todos os meios disponíveis, incluindo programas de TV gravados pela MythTV. Outras soluções são Freevo, VDR, SageTV e Boxee
Linux, parcialmente devido à sua natureza open source, está disponível como versões personalizadas, incluindo o media centre pré-instalado e com o software supérfluo removido. Exemplos incluem MythBuntu (baseado em Xubuntu), e Ubuntu TV ou Kodibuntu / XBMCbuntu, (todos baseados no Ubuntu).
O LinuxMCE é uma solução de automação residencial completa, incluindo iluminação / cortinas, segurança e capacidade MythTV.

### Mac OS X
Para versões do Mac OS X anteriores a 10.7 (Lion), a funcionalidade HTPC é incorporada ao próprio sistema operacional. Especificamente, os programas Front Row e Cover Flow, utilizados em conjunto com o Apple Remote, permitem que os usuários naveguem facilmente e vejam qualquer conteúdo multimídia armazenado em seus Macs. Com a versão de julho de 2011 do Mac OS X Lion, a Front Row foi descontinuada.
Vários aplicativos de terceiros fornecem suporte HTPC incluindo Plex e XBMC.
Além do próprio sistema operacional, as combinações adicionais de hardware e software (para adicionar mais capacidades completas de HTPC a qualquer Mac) incluem PVRs da série EyeTV da Elgato, os sintonizadores de TV USB 2.0 externos "ATI Wonder" da AMD e Vários dispositivos individuais de fabricantes de terceiros.

### Windows
Para o Microsoft Windows, uma abordagem comum era instalar uma versão que contém o Windows Media Center (Home Premium, Professional ou Ultimate para Windows 7 ou Home Premium ou Ultimate para Windows Vista). O Windows Media Center incluía software adicional que cobria as funções PVR do HTPC proposto, incluindo informações de guia de programas grátis e gravação automática de programas. Windows 7, Windows Vista Home Premium e Windows Vista Ultimate incluíram um descodificador MPEG2. Com a introdução do Windows 8, o Media Center deixou de estar incluído no sistema operacional; Em vez disso, era necessário comprar o Windows 8 Pro e, em seguida, comprar o Media Center Pack através do Painel de Controle do Windows. O Windows Media Center não está disponível para o Windows 10.
O software HTPC alternativo pode ser construído com a adição de um PVR de software de terceiros a um PC com Windows. SageTV, GB-PVR e DVBViewer integraram placeshifting comparáveis ao Slingbox, permitindo que os PCs clientes e o Hauppauge MediaMVP sejam conectados ao servidor através da rede. O Snapstream fornece detecção comercial heurística e compressão de programas. Ao usar uma CPU mais rápida, a SageTV ea Beyond TV podem gravar conteúdo de placas de captura de TV que não incluem compressão de hardware MPEG2. Para uma alternativa livre, o GB-PVR e o Media Portal oferecem suporte completo para home theater e boas capacidades de DVR multi-cartões. O GB-PVR também tem um cliente livre, um cliente media MVP gratuito e uma reprodução de mídia de rede gratuita. O Media Portal fornece uma configuração cliente / servidor completa com streaming de TV ao vivo / DVR (Gravado ou Timeshifted). Media Portal é open source e oferece uma variedade de skins e plugins para vídeos de música, Netflix, Pandora e outros.

## Receptores digitais
Embora os reprodutores de mídia digital sejam frequentemente construídos usando componentes semelhantes aos computadores pessoais, eles são frequentemente menores, mais silenciosos e menos onerosos do que os PCs adaptados ao entretenimento multimídia.
Nos últimos anos, dispositivos de convergência para entretenimento doméstico, incluindo sistemas de jogos, DVRs, leitores de Blu-Ray e dispositivos dedicados como o Roku também começaram a gerenciar vídeos locais, música e / ou conteúdo de streaming de internet. Da mesma forma, alguns serviços de vídeo gerenciados, como o FiOS da Verizon, permitem que os usuários incorporem suas fotografias, vídeos e músicas de seus computadores pessoais ao seu set-top-box FiOS, incluindo DVRs. Os sistemas de jogos como o Nintendo Wii, o PlayStation 3 e o Xbox 360 suportam o gerenciamento de mídia além de sua orientação de jogo original.
A medida que o poder de computação aumenta e os custos caem, os dispositivos de mídia tradicional, como as televisões, receberam recursos de rede. Os chamados Smart TVs têm modelos que permitem que os proprietários incluam algum conteúdo de mídia livre ou de assinatura disponível na Internet. O rápido crescimento da disponibilidade de conteúdo on-line, incluindo música, vídeo e jogos, também tornou mais fácil para os consumidores usar esses dispositivos em rede. O YouTube, por exemplo, é um plug-in comum disponível na maioria dos dispositivos conectados em rede. Netflix também bateu acordos com muitos fabricantes de eletrônicos de consumo para ter sua interface disponível para seus assinantes de streaming. Esta relação simbiótica entre Netflix e fabricantes de eletrônicos de consumo ajudou a impulsionar Netflix para se tornar o maior serviço de vídeo de assinatura nos Estados Unidos, usando até 20% da largura de banda dos EUA nos horários de pico.
Outros varejistas de mídia digital como a Apple, Amazon.com e Blockbuster têm opções de compra e aluguel de vídeo e música sob demanda. A Apple, em particular, desenvolveu um ecossistema bem integrado de gerenciamento de dispositivos e de conteúdo com sua iTunes Store, computadores pessoais, dispositivos iOS e o receptor de mídia digital Apple TV. A versão mais recente do Apple TV, com US $ 99, perdeu o disco rígido que estava incluído em seu antecessor e depende totalmente de qualquer conteúdo de internet em fluxo contínuo ou outro computador na rede doméstica para mídia.
O Raspberry-Pi é um minicomputador (placa única) versátil e acessível, que com um monitor adaptado é transformado em um centro de mídia usando programa como o Kodi para reproduzir mídias (vídeos, músicas e, fotos). Uma ferramenta preciosa para entusiastas de TI e DIY.

## Impacto nos serviços tradicionais de televisão
A convergência de conteúdos, tecnologia e acesso em banda larga permite aos consumidores transmitir programas de televisão e filmes para a sua televisão de alta definição em concorrência com os fornecedores de serviços tradicionais (Televisão por Cabo e Televisão por Satélite). A empresa de pesquisa SNL Kagan espera 12 milhões de lares, cerca de 10%, sem serviço de TV a cabo, por satélite ou telco até 2015, utilizando os serviços Over The Top. Isso representa uma nova tendência na indústria de televisão, como a lista de opções para assistir filmes e TV através da Internet cresce a cada dia. A pesquisa também mostra que, mesmo que os prestadores tradicionais de serviços de televisão estão cortando sua base de clientes, eles estão adicionando clientes de Internet de banda larga. Quase 76,6 milhões de lares dos EUA recebem banda larga das principais companhias de cabo e telefone, embora apenas uma parcela tenha velocidades suficientes para suportar streaming de vídeo de qualidade.  Os dispositivos de convergência para entretenimento doméstico provavelmente desempenharão um papel muito maior no futuro da televisão, mudando efetivamente os fluxos tradicionais de receita e proporcionando aos consumidores mais opções.